# اسباب‌بازی جنسی

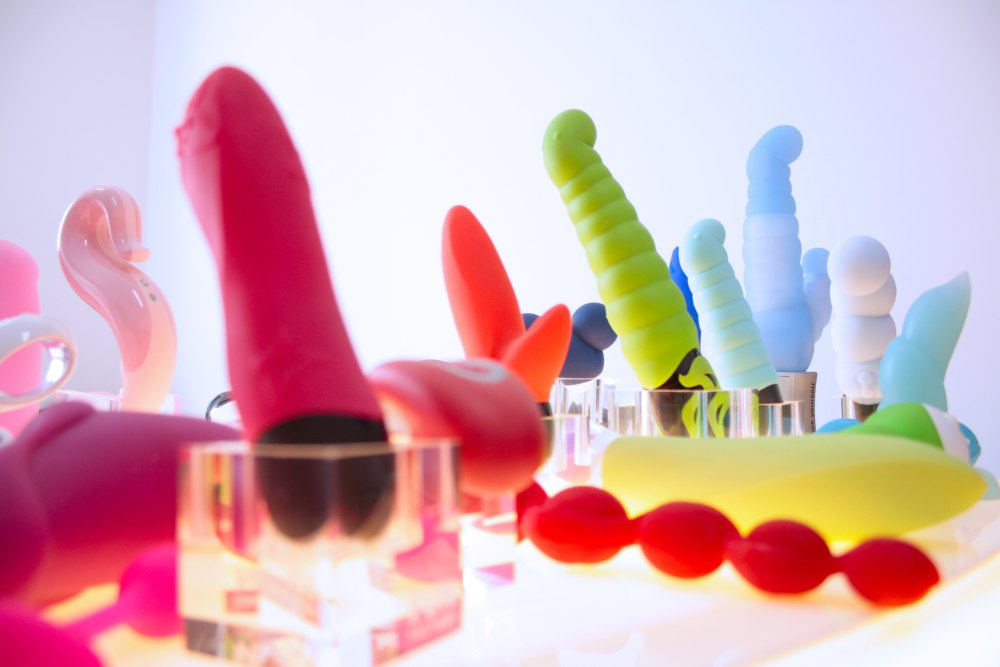
سکس‌بازیچه‌های دیگرسان

اسباب‌بازی جنسی یا کامش‌ابزار یا کمک‌ابزار جنسی یا سکس توی (به انگلیسی: sex toy) اصطلاحی است که معمولاً به اشیا یا دستگاه‌هایی گفته می‌شود که به‌منظور لذت جنسی انسان به‌کار می‌روند. بیشتر این اسباب‌بازی‌های جنسی، شبیه به اندام‌های جنسیِ انسان، همانند کیر مصنوعی یا دیلدو، گوی‌های مقعدی، واژن مصنوعی، مقعد مصنوعی ساخته شده‌باشند که ممکن است همراه با لرزش (همچون لرزاننده‌های جنسی)و یا بدون آن باشند. این وسایل می‌توانند شامل وسایلی برای بی‌دی‌اس‌ام ابزارهایی برای ارضای جنسی همچون تاب آمیزش جنسی باشند. هرچند سکس‌توی‌ها شامل وسایلی برای کنترل جمعیت همچون کاندوم یا فیلم‌های پورنو نمی‌شوند.

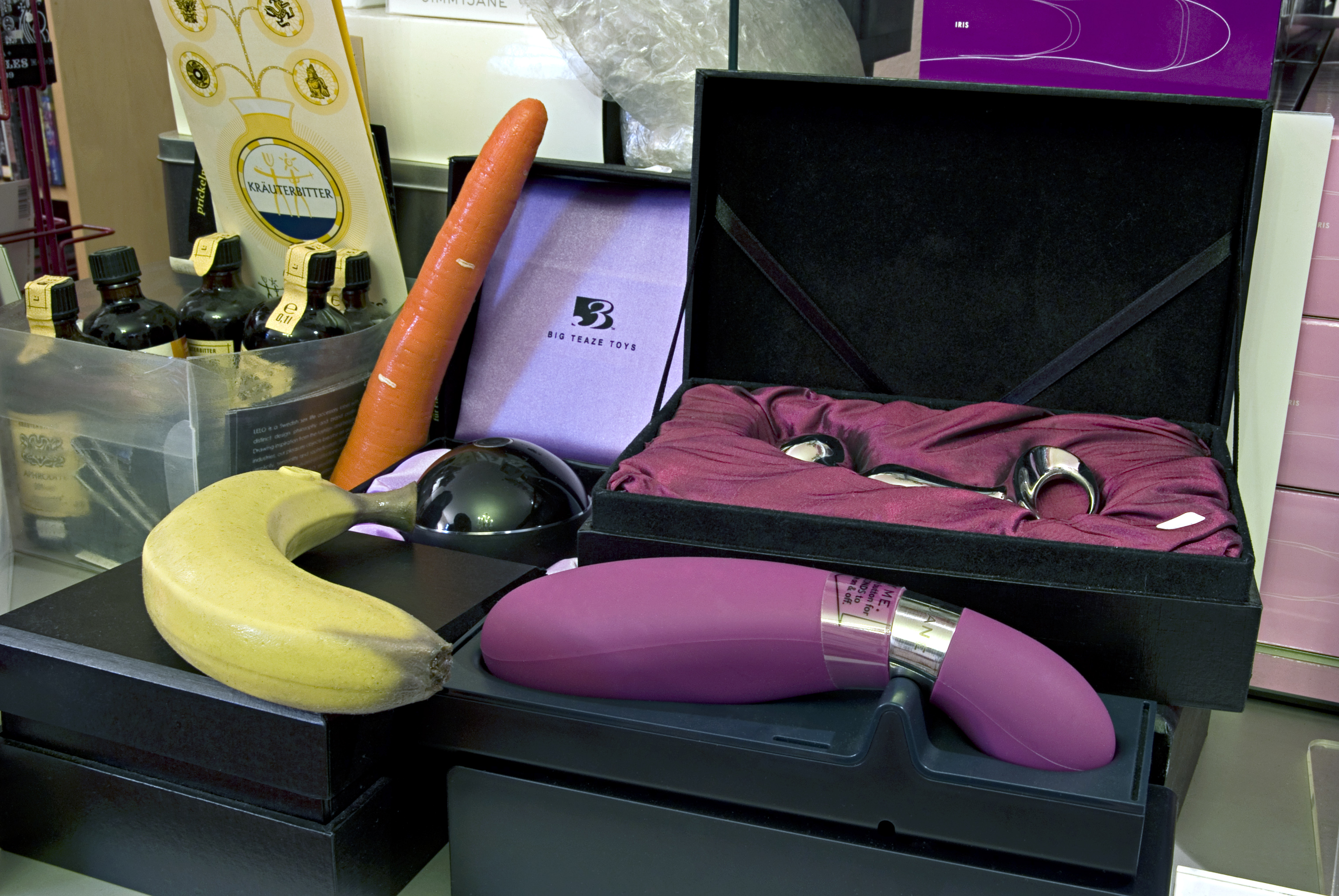
نگاره‌ای از برخی اسباب‌بازی‌های بزرگ‌سالان یا اصطلاحاً «سکس توی».